# Tatra T4

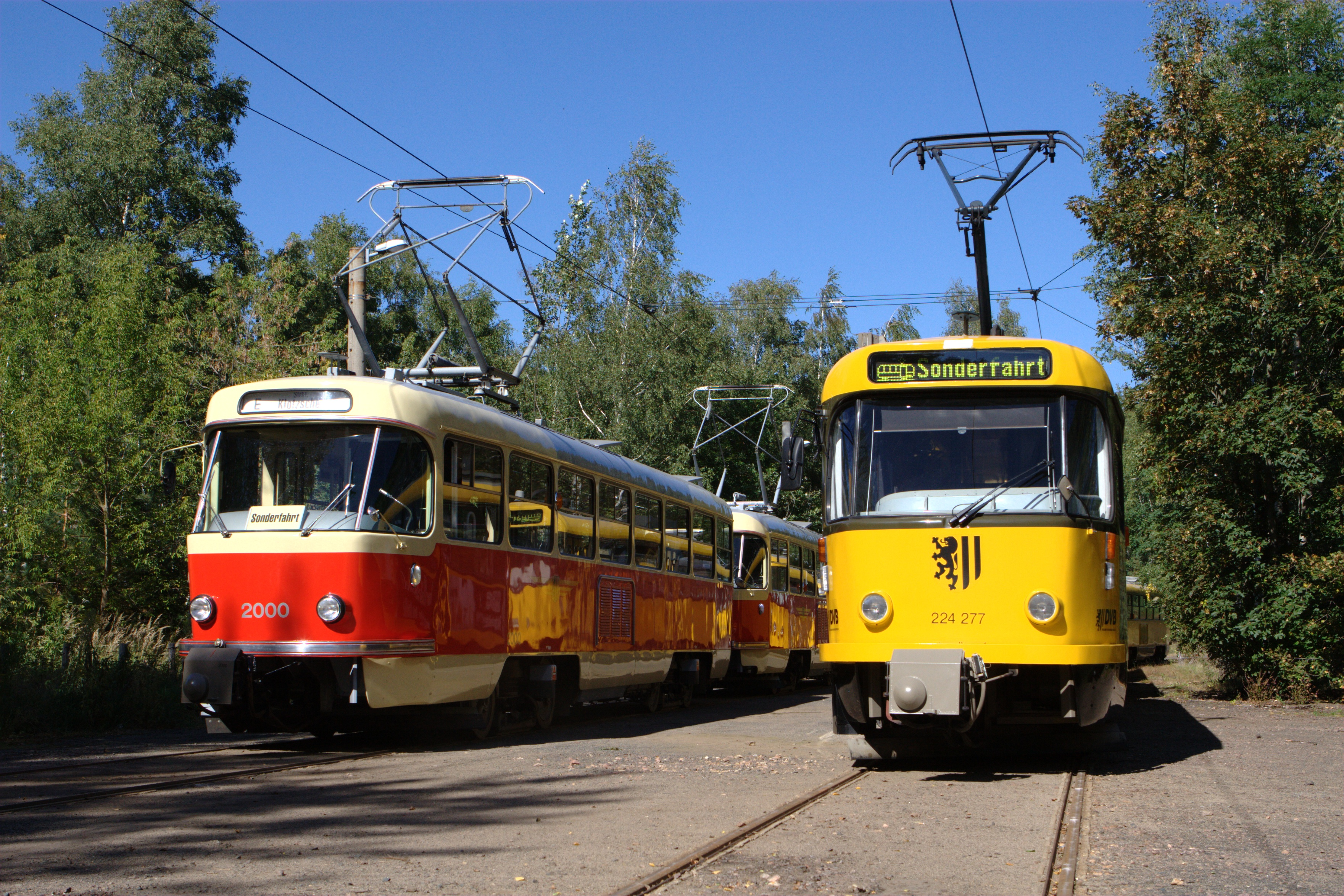
eerste T4 in Dresden

De T4 is een tram gebouwd door de Praagse tramfabriek Tatra.

## Algemeen
De T4 is de smallere versie van de T3 en is maar 2,20m breed. De T4 is er gekomen op vraag van de DDR waar de netten ouder waren en het kleinere omgrenzingsprofiel geen 2,50m breed materieel zoals de T3 toeliet.

## Verspreiding
Tussen 1967 en 1987 werden 3509 trams gebouwd en geleverd aan:
|                                         | Stad        | Jaar      | T4D  | B4D | T4SU | T4R | T4YU | B4YU | Totaal |
| --------------------------------------- | ----------- | --------- | ---- | --- | ---- | --- | ---- | ---- | ------ |
| Vlag van Roemenië (1965-1989)           | Arad        | 1974–1981 | 0    | 0   | 0    | 100 | 0    | 0    | 100    |
| Vlag van Joegoslavië                    | Belgrado    | 1967/1972 | 0    | 0   | 0    | 0   | 22   | 0    | 22     |
| Vlag van Roemenië (1965-1989)           | Brăila      | 1978      | 0    | 0   | 0    | 10  | 0    | 0    | 10     |
| Vlag van Roemenië (1965-1989)           | Boekarest   | 1973–1975 | 0    | 0   | 0    | 131 | 0    | 0    | 131    |
| Vlag van Duitse Democratische Republiek | Dresden     | 1967–1984 | 572  | 250 | 0    | 0   | 0    | 0    | 822    |
| Vlag van Roemenië (1965-1989)           | Galați      | 1978      | 0    | 0   | 0    | 10  | 0    | 0    | 10     |
| Vlag van Duitse Democratische Republiek | Halle       | 1968–1986 | 323  | 124 | 0    | 0   | 0    | 0    | 447    |
| Vlag van Roemenië (1965-1989)           | Iași        | 1978–1981 | 0    | 0   | 0    | 70  | 0    | 0    | 70     |
| Vlag van Sovjet-Unie                    | Kaliningrad | 1971–1979 | 0    | 0   | 223  | 0   | 0    | 0    | 223    |
| Vlag van Duitse Democratische Republiek | Leipzig     | 1968–1987 | 597  | 273 | 0    | 0   | 0    | 0    | 870    |
| Vlag van Sovjet-Unie                    | Liepāja     | 1976–1979 | 0    | 0   | 15   | 0   | 0    | 0    | 15     |
| Vlag van Sovjet-Unie                    | Lviv        | 1972–1979 | 0    | 0   | 73   | 0   | 0    | 0    | 73     |
| Vlag van Duitse Democratische Republiek | Maagdenburg | 1967–1986 | 274  | 142 | 0    | 0   | 0    | 0    | 416    |
| Vlag van Sovjet-Unie                    | Tallinn     | 1973–1979 | 0    | 0   | 60   | 0   | 0    | 0    | 60     |
| Vlag van Sovjet-Unie                    | Vinnytsja   | 1971–1979 | 0    | 0   | 42   | 0   | 0    | 0    | 42     |
| Vlag van Joegoslavië                    | Zagreb      | 1976–1983 | 0    | 0   | 0    | 0   | 95   | 85   | 180    |
| Vlag van Sovjet-Unie                    | Zjytomyr    | 1977–1979 | 0    | 0   | 18   | 0   | 0    | 0    | 18     |
|                                         |             | Totaal    | 1766 | 789 | 431  | 321 | 117  | 85   | 3509   |

### DDR
T4D: geschikt om bijwagens te trekken. Deze werd geleverd aan Halle, Dresden, Leipzig en Maagdenburg. De B4D bijwagen was uiterlijk identiek aan de motorwagen.

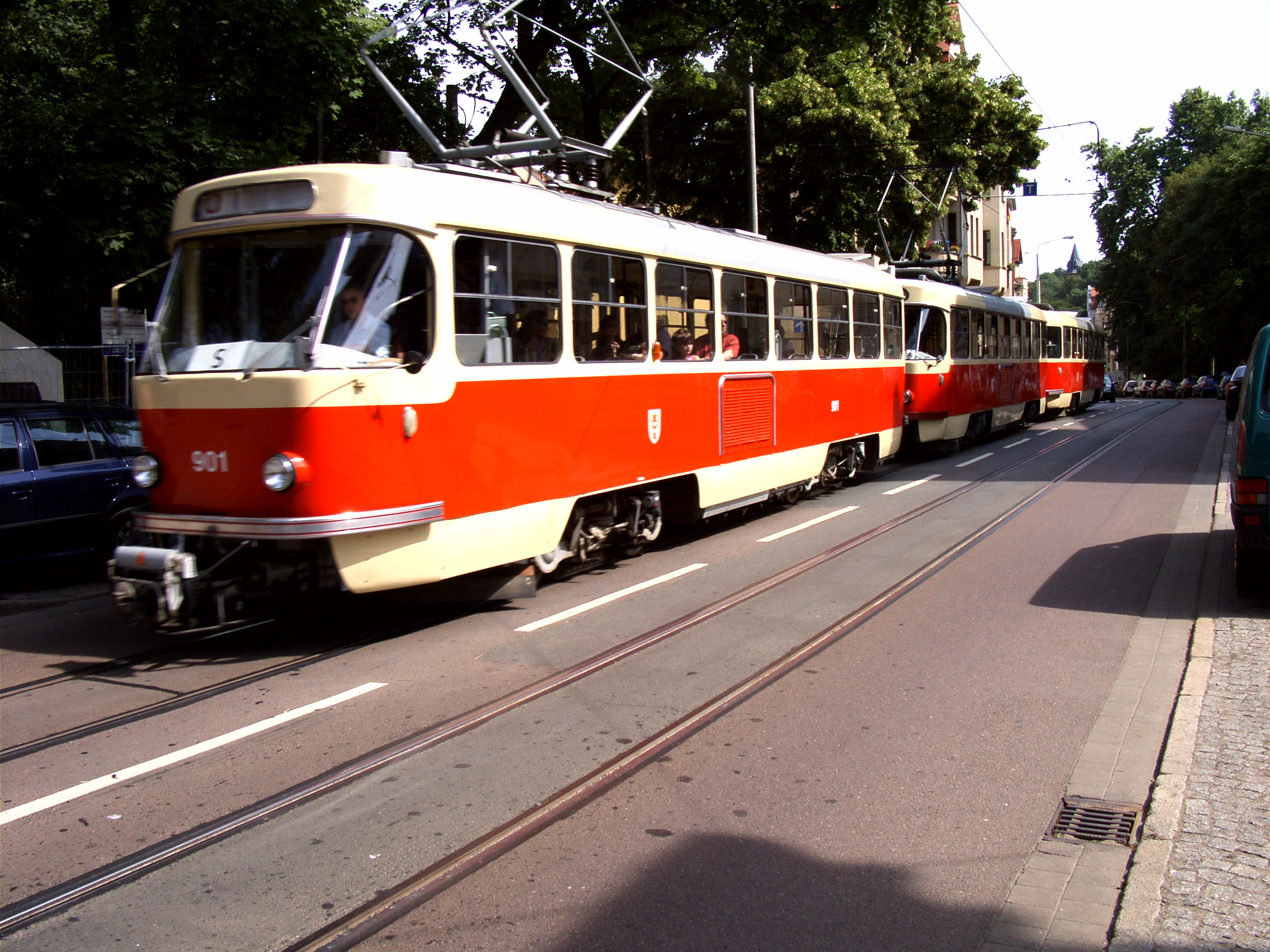
klassieke T4D in Halle
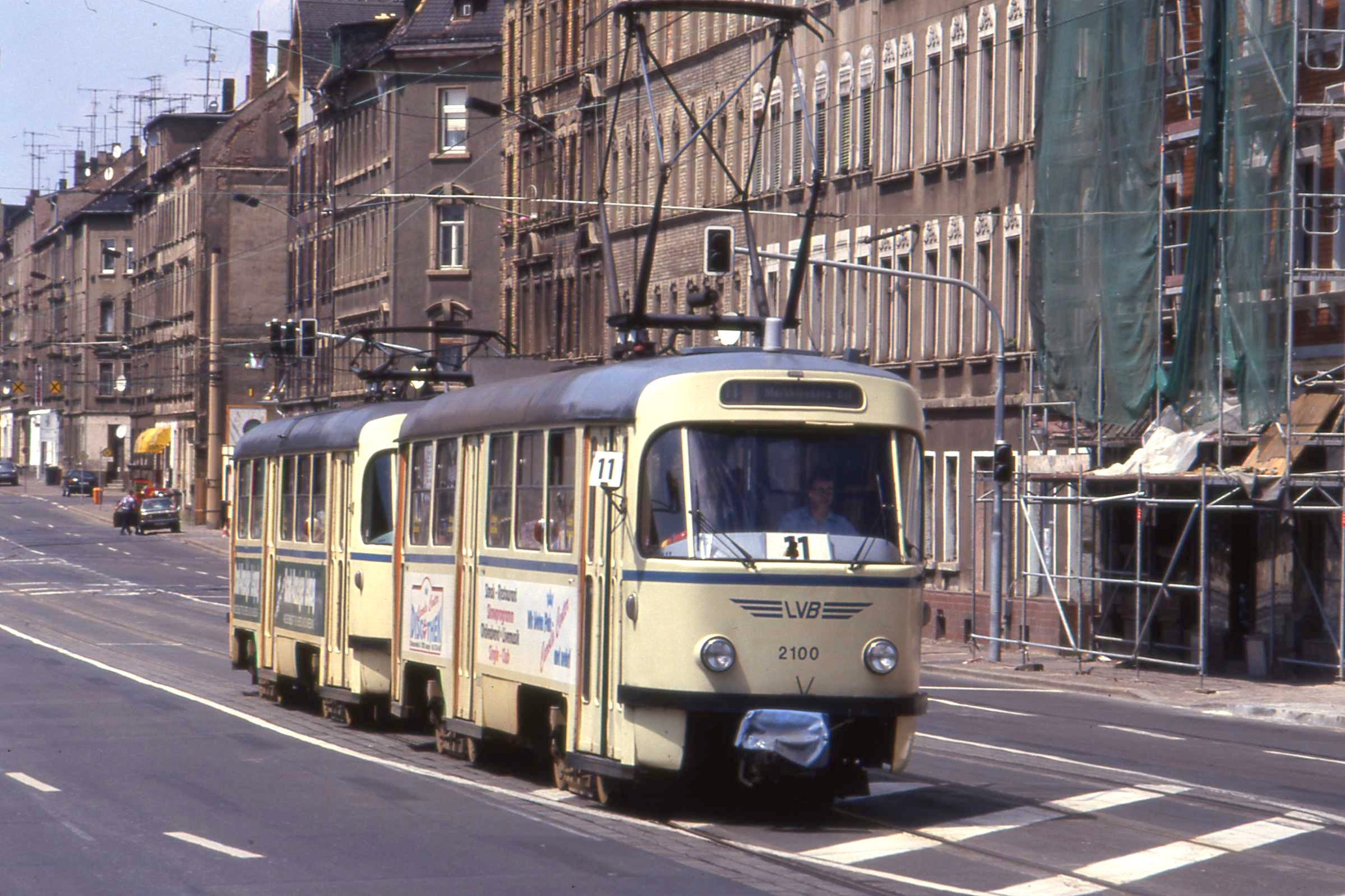
Leipzig
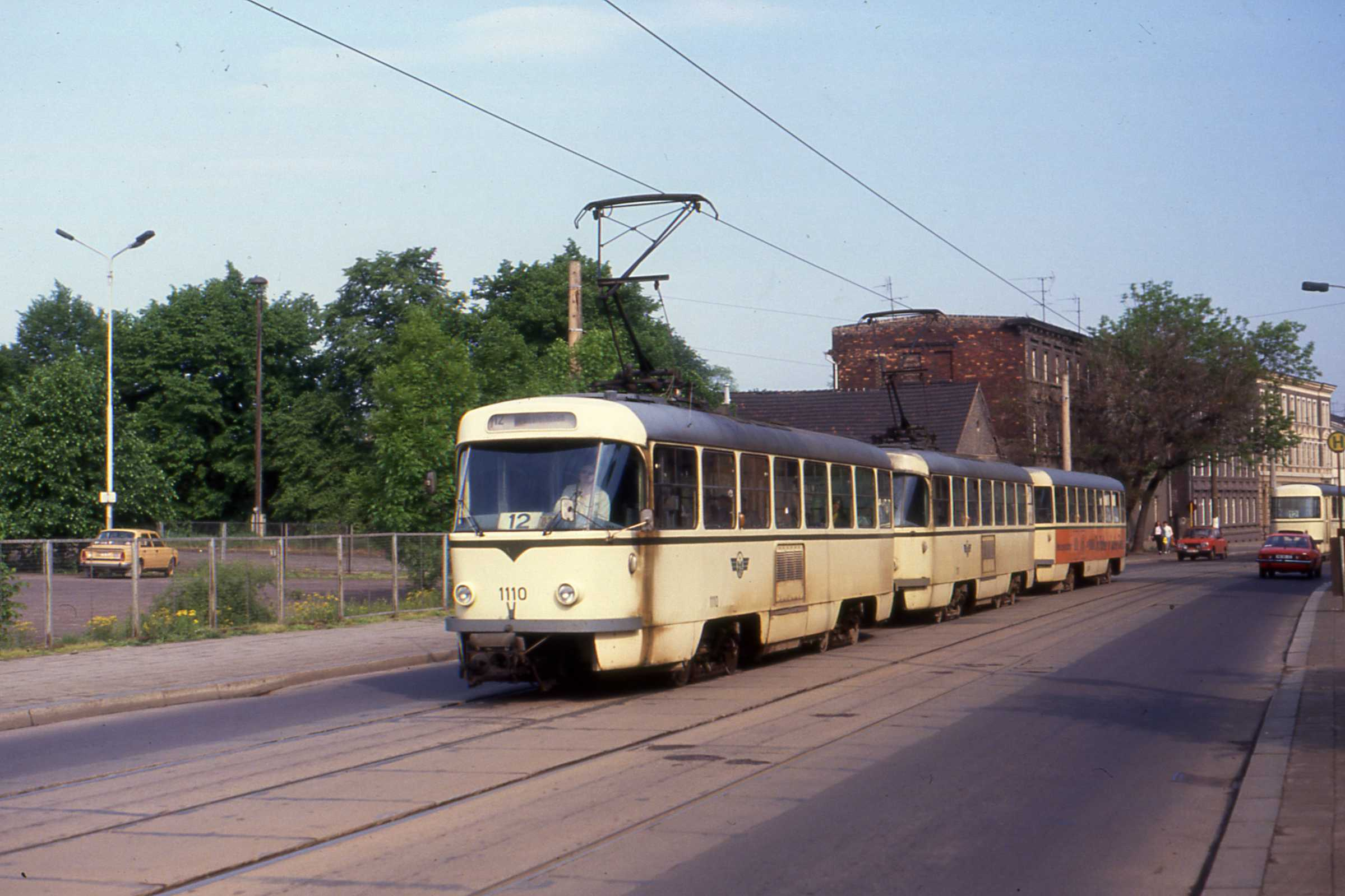
Maagdenburg
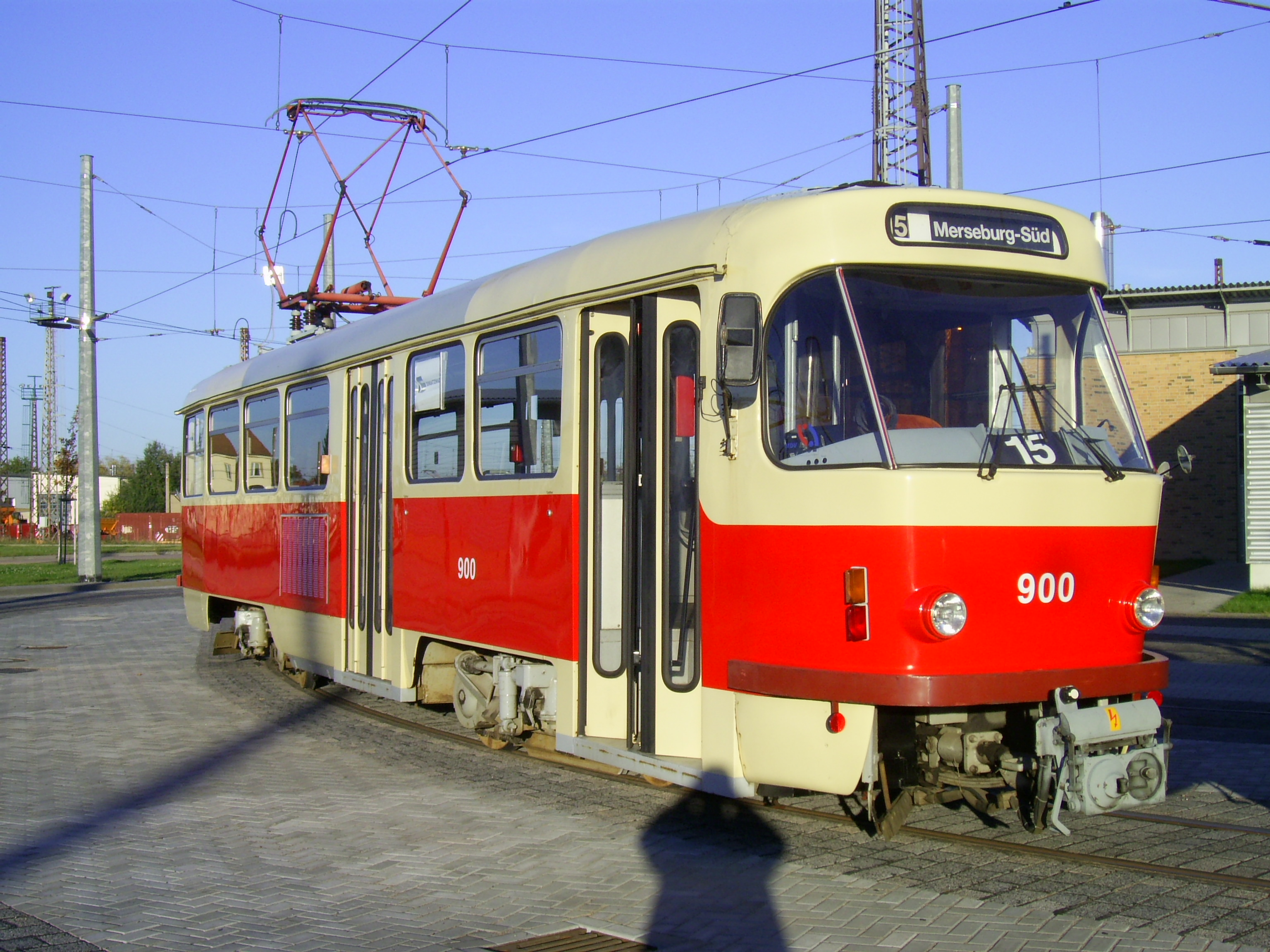
Z-T4D van Halle

### Sovjet-Unie
De T4SU had een afgesloten stuurpost en een verbeterde verwarming. Na het uiteenvallen van de Sovjet-Unie kwamen ook andere T4's tweedehands uit de DDR naar de trambedrijven van Kaliningrad en Rostov aan de Don.

### Roemenië
De T4R was identiek aan de versie voor de Sovjet-Unie en werd geleverd aan de trambedrijven van Arad, Galați, Boekarest en Iași. Tweedehands kwamen ook talrijke T4D's over uit Duitsland.

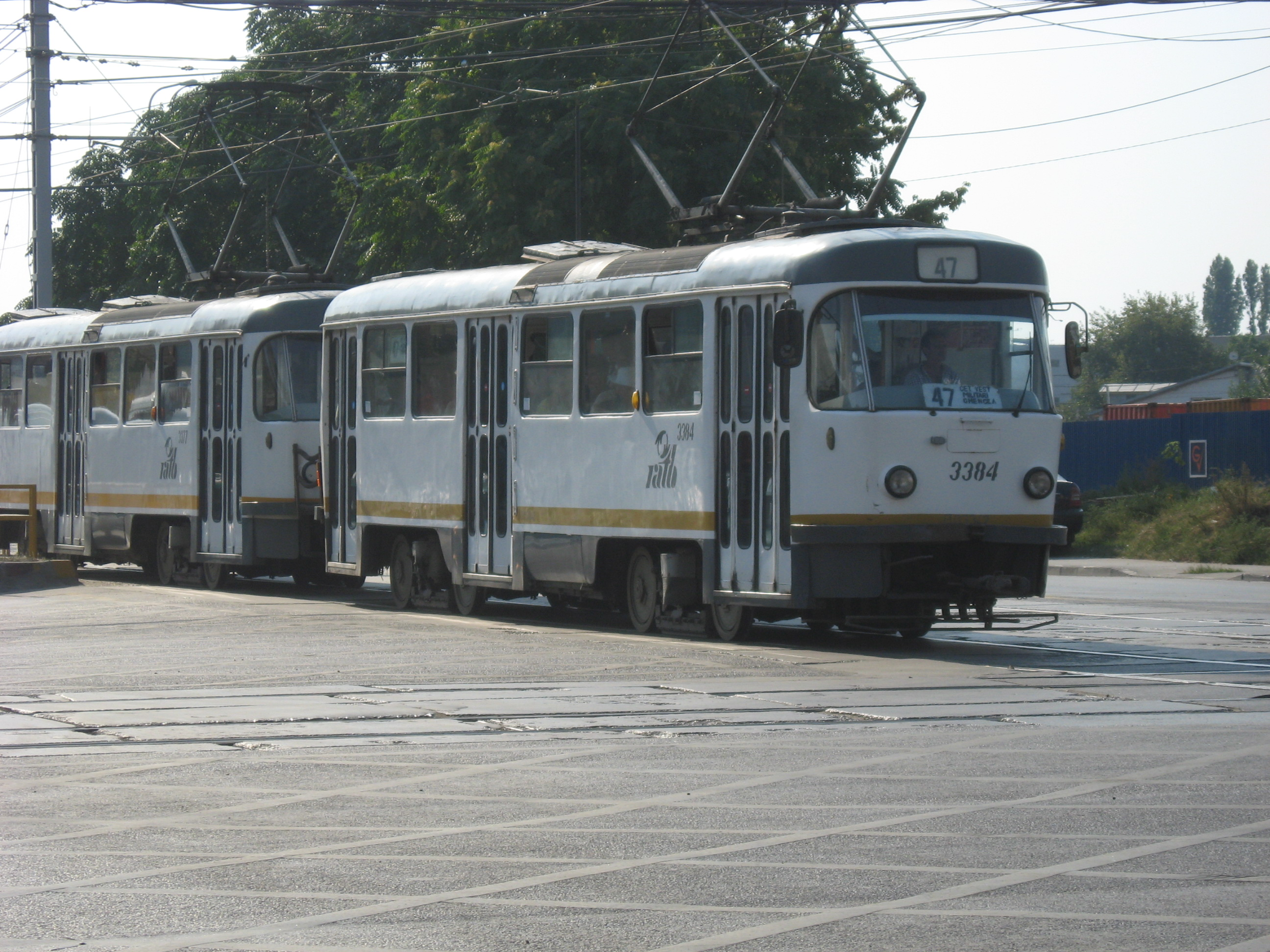
Tatra T4R in Bukarest
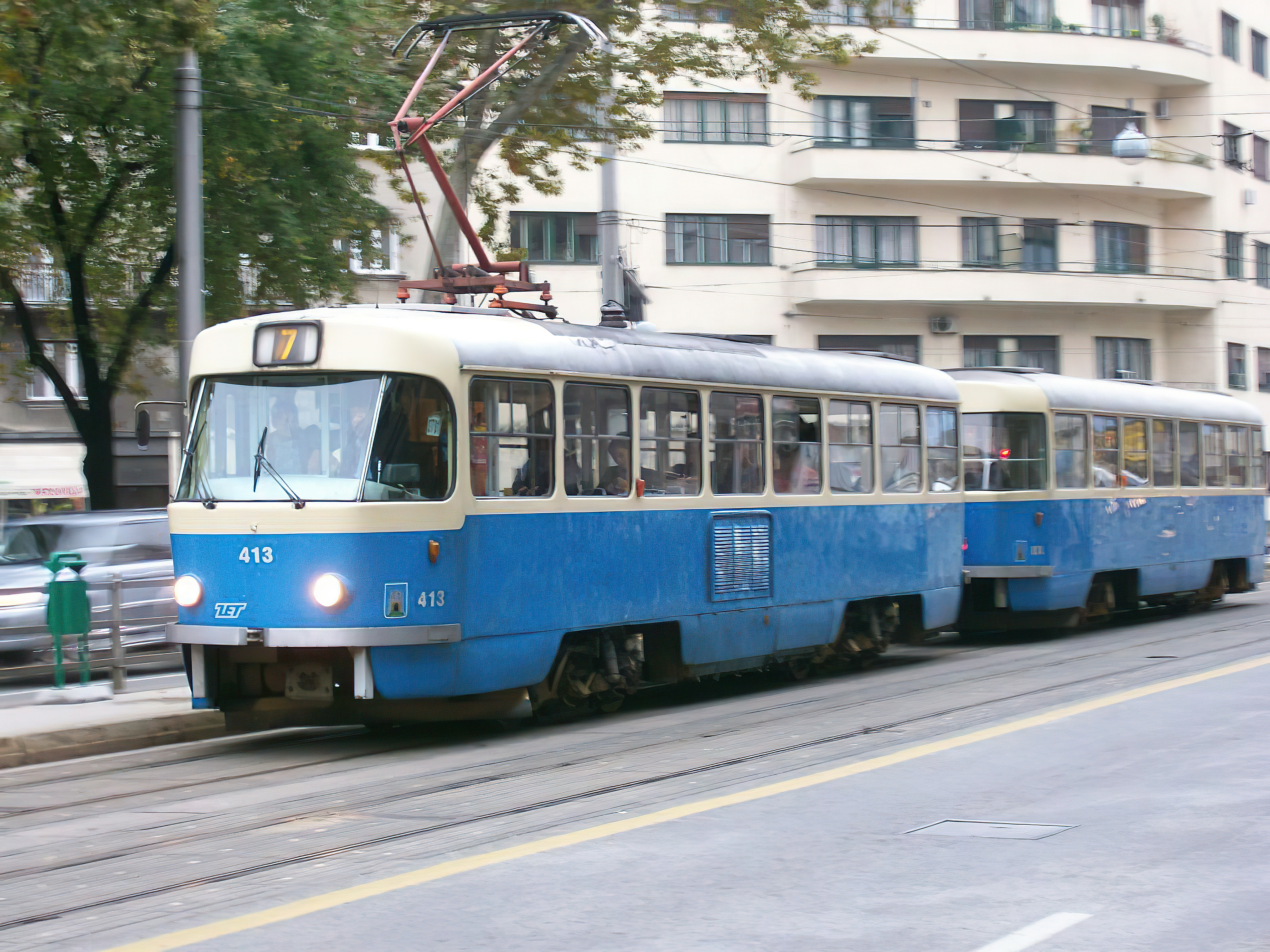
Tatra T4YU / B4YU in Zagreb
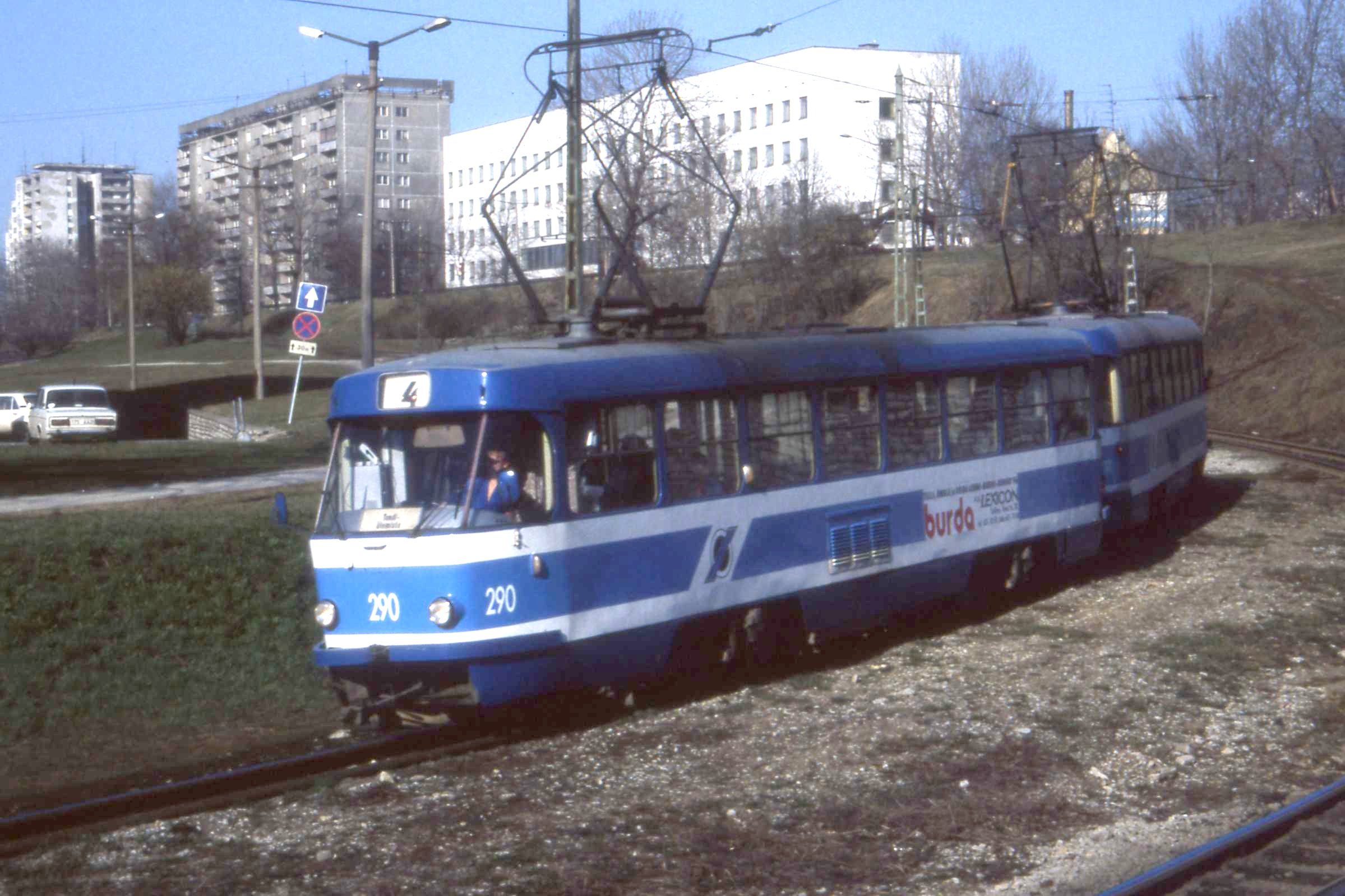
Tatra T4SU in Tallinn

### Joegoslavië
Van de T4YU werden in 1967 voor Belgrado 2 prototypes gebouwd. Ze waren technisch identiek aan de T4D. De serie-T4YU's voor Belgrado waren echter technisch identiek aan de T4SU's en konden dus geen bijwagen trekken. De T4's voor Belgrado waren de enige T4's met trolleystang. De T4 werd vanaf 1976 ook aan Zagreb geleverd, waar ze B4-bijwagens trok en waren feitelijk T4D's + B4D's.